# Хименес, Луис (футболист)
Луи́с Анто́нио Химе́нес Гарсе́с (исп. Luis Antonio Jiménez Garcés; род. 17 июня 1984, Сантьяго, Чили) по прозвищу «Эль Маго» (исп. El Mago), то есть «Волшебник» — чилийский футболист, полузащитник. Выступал в сборной Чили.

## Клубная карьера
15 января 2007 года был отдан в аренду в «Лацио» на один сезон за 311000 €. 27 января состоялся дебют за столичный клуб в матче против «Палермо».
15 июля 2007 года Хименес перешёл на правах аренды в «Интернационале». Дебютный гол за «черно-синих» Волшебник забил 27 ноября того же года в матче групповой стадии Лиги Чемпионов против турецкого клуба «Фенербахче» (3-0). Через 5 дней дебютировал за новый клуб в Серии A в матче против «Фиорентины», где также отличился забитым голом. 5 декабря в матче против «Лацио» Хименес отлилчился голевой передачей на Майкона.
В конце сезона 2007/08 «Интернационале» подписал Хименеса на постоянной основе на 3 года за 6,3 миллиона €. 24 августа 2008 года провёл первый матч за «змей» под руководством Жозе Моуринью: матч за Суперкубок Италии против «Ромы», в котором забил в серии послематчевых пенальти и помог клубу стать обладателем этого трофея. 30 августа сыграл свою первую игру в сезоне 2008/09 против «Сампдории», но позже получил травму на тренировке. 30 ноября в конце матча против «Наполи» вышел на поле впервые после травмы. Последующая долгосрочная травма позволила Хименесу принять участие только в 6 матчах национального чемпионата в том сезоне.
23 июня 2009 года Хименес был отдан в аренду «Вест Хэм Юнайтед». Дебют за новый клуб состоялся 15 августа в матче против «Вулверхэмптон Уондерерс» (2-0). Единственный забитый гол Луис оформил 28 ноября в матче против «Бернли» (5-3).
1 февраля 2010 года был отдан в аренду в «Парму» до июня.
31 августа 2010 года был отдан в аренду за 1 миллион евро в «Чезену» с правом выкупа. Выполнял роль второго нападающего в схеме 4-3-3.
29 июня 2011 года подписал четырёхлетний контракт с клубом «Аль-Ахли». Помог клубу завоевать множество национальных трофеев.
В июле 2016 года было объявлено, что Хименес на правах свободного агента стал игроком клуба «Аль-Араби».

## Карьера в сборной
Дебют за национальную сборную Чили состоялся 28 апреля 2004 года в матче против сборной Перу. 4 июня 2005 года голевая передача Луиса на Марсело Саласа позволила ему стать лучшим бомбардиром в истории сборной Чили. В 2006 году Хименес стал капитаном сборной. Был включён в составы сборной на Кубок Америки в 2004 и 2011 годах. Всего Волшебник за Чили провёл 26 матчей и забил 2 гола.

## Достижения
Интернационале
- Чемпион Италии: 2007/08
- Обладатель Суперкубка Италии: 2008

Аль-Ахли
- Чемпион ОАЭ: 2013/14
- Обладатель Суперкубка ОАЭ: 2013, 2015
- Обладатель Кубка ОАЭ: 2012/2013
- Обладатель Кубка лиги ОАЭ: 2011/12, 2013/14

## Личная жизнь
Хименес женился на чилийской модели Мария Хосе Лопез в 2006 году и у них есть трое детей, все девочки, Ребека, Исидора и Рафаэла, родившиеся 15 июня 2010 года. Он имеет палестинские корни, так как его отцовской семья родом из Палестины во время британской оккупации.